# Kiluszhepa
Kiluszhepa (𒊩𒆠𒇻𒍑𒄭𒉺 fki/e-lu-uš-ḫe/i-pa, kilūšḫepa, i. e. 13. század) hettita hercegnő, III. Hattuszilisz és Puduhepa leánya. Az iszuvai Ari-Szarrumával kötött házassága révén Iszuva királynéja. A Hettita Birodalom nehéz periódusában érdekházasságának a keleti határ biztosítása volt a szerepe, míg délről testvére, Gasszulavijasz férje, Bentesina tette ugyanezt. Nagy szerepe volt abban, hogy Asszíriával szemben III. Hattuszilisz idején Hatti egyelőre még nem vesztette el az Iszuva feletti ellenőrzést.
A hercegnőről a CTH#584 jelzetű szöveg sok töredéke számol be – illetve erősen valószínű, hogy róla van szó, de a két névből csak az egyik [...]-hepa tag olvasható. Iszuvában halt meg ismeretlen okból. Halála talán kapcsolatban áll a III. Tudhalijasz idején, i. e. 1240 táján indított asszír támadással, amelynek során I. Tukulti-Ninurta elfoglalta Iszuvát.
A modern irodalomban Stephen Baxter: Bronze Summer (The Northland Trilogy) című regénye eleveníti fel alakját.

## Lásd még
- hettita királynék listája
- hettita királyok családfája